# فولکر وینکلر
فولکر وینکلر (انگلیسی: Volker Winkler؛ زادهٔ ۲۰ ژوئیهٔ ۱۹۵۷) دوچرخه‌سوار اهل آلمان است.
وی در مسابقات کشوری و بین‌المللی در مجموع برندهٔ ۴ مدال طلا، ۱ مدال نقره، ۱ مدال برنز شده‌است.